# Smith Valley
Smith Valley è un census-designated place (CDP) degli Stati Uniti, situato nella Contea di Lyon nello stato del Nevada. Nel censimento del 2000 la popolazione era di 1 425 abitanti, passati a 1 603 nel 2010.

## Geografia fisica
Secondo i rilevamenti dell'United States Census Bureau, la località di Smith Valley si estende su una superficie di 312,4 km², dei quali 4,97 km² dalle acque.

## Popolazione
Secondo il censimento del 2000, a Smith Valley vivevano 1 425 persone, ed erano presenti 419 gruppi familiari. La densità di popolazione era di 4,6 ab./km². Nel territorio comunale si trovavano 610 unità edificate. Per quanto riguarda la composizione etnica degli abitanti, l'89,23% era bianco, lo 0,27% era afroamericano, l'1,20% era nativo, lo 0,28% era asiatico e lo 0,07% proveniva dall'Oceano Pacifico. L'8,01% della popolazione apparteneva ad altre razze e l'1,96% a più di una. La popolazione di ogni razza ispanica corrispondeva al 19,37% degli abitanti.
Per quanto riguarda la suddivisione della popolazione in fasce d'età, il 24,1% era al di sotto dei 18, il 4,6% fra i 18 e i 24, il 24,2% fra i 25 e i 44, il 31,6% fra i 45 e i 64, mentre infine il 15,6% era al di sopra dei 65 anni di età. L'età media della popolazione era di 43 anni. Per ogni 100 donne residenti vivevano 103,6 maschi.